# ناندو برونو
ناندو برونو (ایتالیایی: Nando Bruno؛ ‏ ۶ اکتبر ۱۸۹۵ – ۱۱ آوریل ۱۹۶۳) بازیگر اهل ایتالیا بود. 
از فیلم‌هایی که وی در آن نقش داشته است، می‌توان به زیباترین روزها، سه غریبه در رم، دزد دوچرخه، رم، شهر بی‌دفاع، مهاجرت اشاره کرد. برونو در سال ۱۹۴۸ برنده جایزه انجمن ملی فیلم ایتالیا بهترین بازیگر نقش مکمل مرد شده است.